# NGC 4618
Coordenadas:  12h 41m 32.8s, +41° 09′ 03″
NGC 4618 (también conocida como IC 3667 o Arp 23) es una distorsionada galaxia espiral enana en la constelación de los Lebreles. La galaxia espiral está clasificada oficialmente como un SBd. La galaxia es clasificada a veces como espiral Magallánica, debido a su parecido con las Nubes de Magallanes.
A diferencia de la mayoría de las galaxias espirales, NGC 4618 tiene un solo brazo espiral, lo que le da a la galaxia una apariencia asimétrica.
Fue descubierta el 9 de abril de 1787 por William Herschel, quien en 1781 había descubierto el planeta Urano

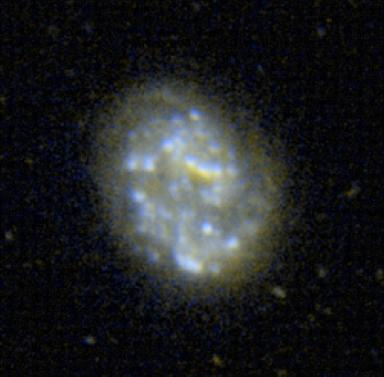
imagen en Ultravioleta de NGC 4618, tomada por GALEX.